# Wûnseradiel
Wûnseradiel é uma municipalidade na província da Frísia (Fryslân), no noroeste dos Países Baixos, localizada na borda leste do Afsluitdijk. Seu nome oficial, adotado em 1987, é escrito em frísio ocidental; em neerlandês, a municipalidade era conhecida como Wonseradeel (pronúnciaⓘ).
Em 3 de março de 2007, o conselho da municipalidade propôs uma fusão entre a vila de Wûnseradiel  e outros municípios do sudoeste da Frísia, uma união que passaria a ser chamada de Wûnseradiel Weryndieling. A decisão final está marcada para 2009.

## Aldeias e povoados
Existem 27 povoados em Wûnseradiel, cada um com sua própria bandeira derivada da versão original da municipalidade. A ideia foi proposta em 1955 e divulgada em um livreto, entregue de casa em casa pela prefeitura, e na revista frísia "It Beaken".
Na primavera daquele ano o conselho municipal decidiu celebrar o Dia da Libertação (em 5 de maio, que marca o fim da ocupação alemã nos Países Baixos durante a Segunda Guerra Mundial), possibilitando a cada vila escolher seu próprio brasão e bandeira.

## Nomes ilustres de Wûnseradiel
- Pier Gerlofs Donia: guerreiro e pirata nascido em Kimswerd no ano de 1480, que liderou uma guerrilha contra as forças ocupantes da Frísia após ter sua vila invadida, em 1515. Ele comandou o bando armado rebelde conhecido como Arumer Zwarte Hoop de 1515 até 1519 e obteve algum sucesso, mas morreu em 1520.
- Wijard Jelckama: sobrinho de Donia, ajudou a fundar o bando e o comandou de 1519 até 1523, quando foi decapitado.
- Menno Simons: nascido em Witmarsum em ano incerto (1492 ou 1496), foi o líder dos anabaptistas neerlandeses.